# Don Ihde
Don Ihde (n. 1934, Hope⁠(d), Kansas, SUA – d. 17 ianuarie 2024) a fost un filozof american al științei și tehnologiei, adept al curentului post-fenomenologic. În anul 1979 și-a publicat prima lucrare.